# ليفي ديفيس
ليفي ديفيس (بالإنجليزية: Levi Davis)‏ هو سياسي أمريكي، ولد في 20 يوليو 1808، وتوفي في 3 مارس 1897. حزبياً، نشط في الحزب الجمهوري.